# 矢口神社 (大網白里市)
矢口神社（やぐちじんじゃ）は、千葉県大網白里市永田（上総国山武郡）にある神社。旧社格は村社。
なお、登記上の宗教法人名称として「矢口神社」は日本国内に3社存在しており、大網白里市内には小中にも同名の神社（小中矢口神社）が鎮座しているが、当社はそちらの分社である。

## 祭神
新田義興公（ニッタヨシオキコウ）を祭神とする。

## 歴史
この神社は、社伝によれば永田村の鎮守として、元禄13年（1700年）に小中村の本社から分宮して現在地の富谷に創建されたと伝えられる。

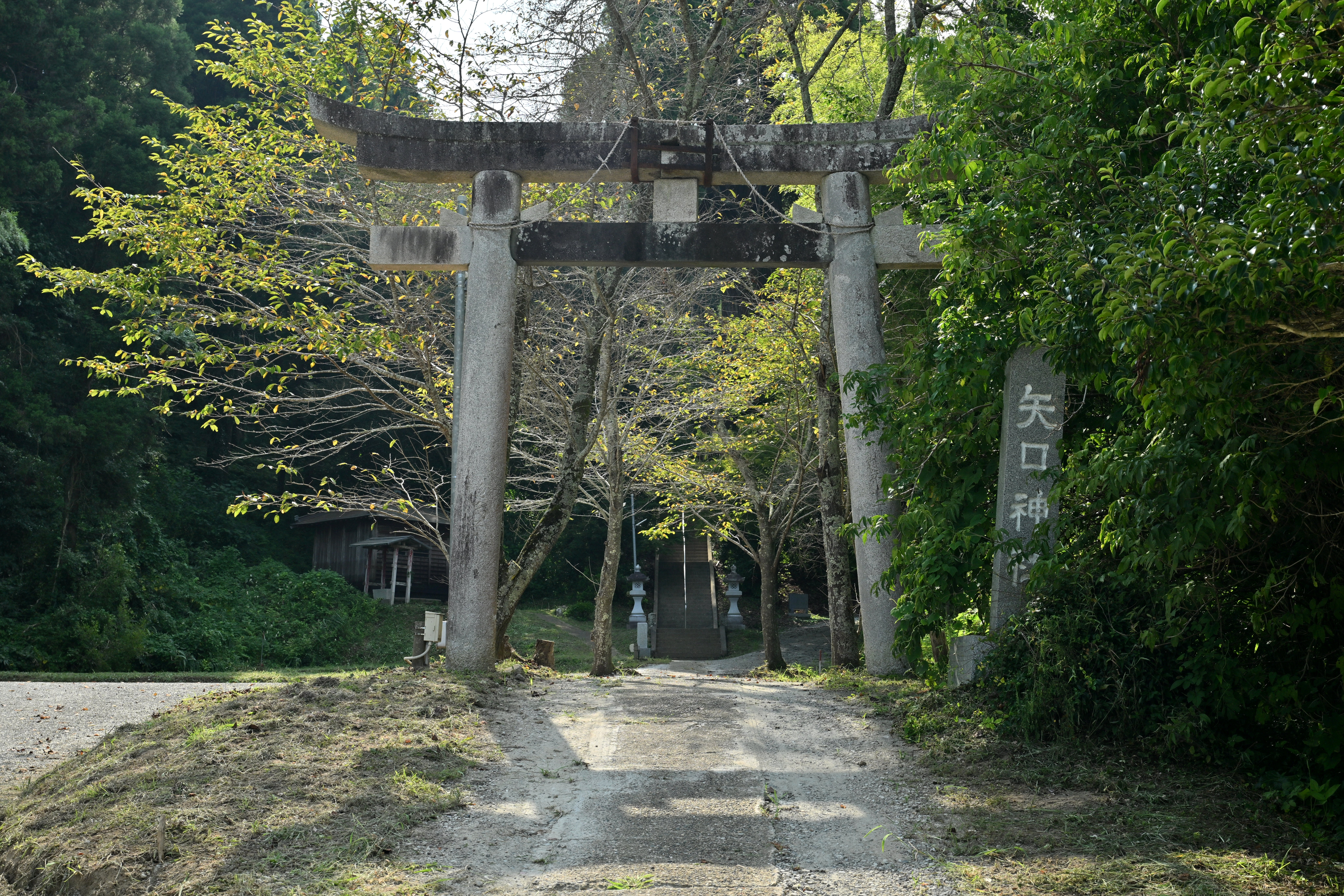
鳥居
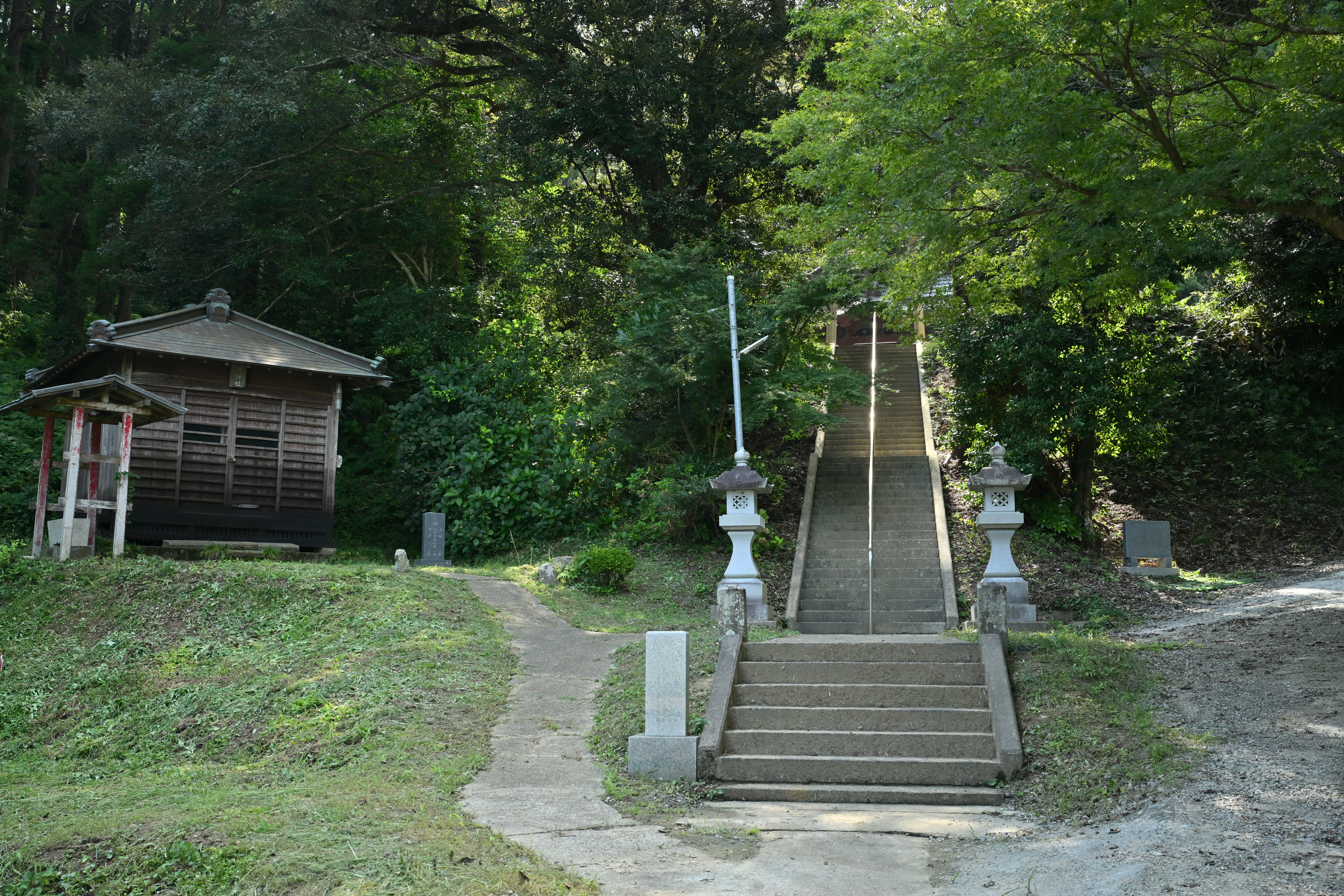
石段
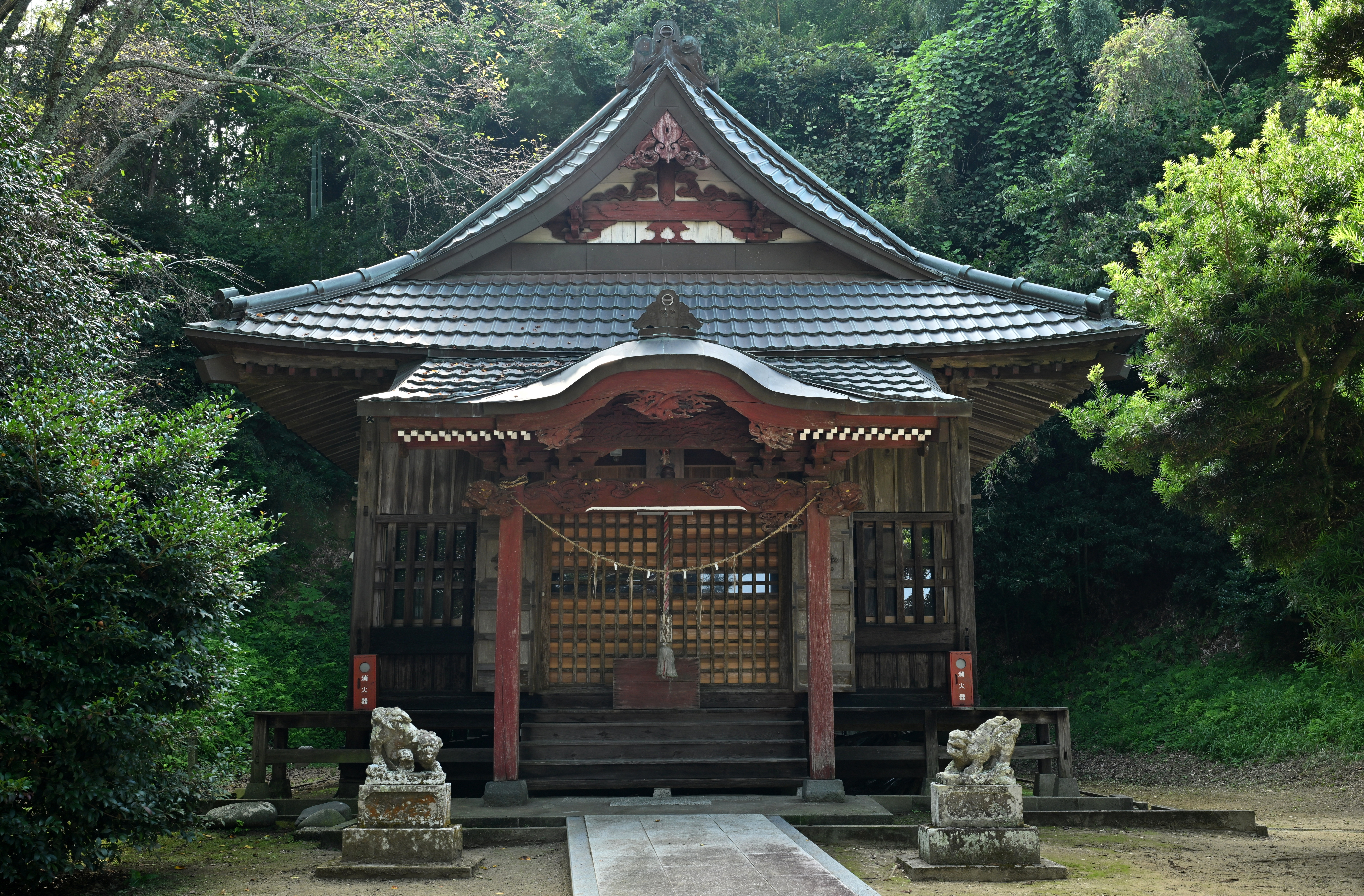
拝殿

## その他
この神社の春と秋の例祭のときに奉納される永田旭連の獅子舞は、大網白里市指定の無形民俗文化財に指定されている。

## 最寄り駅
- JR東日本外房線永田駅